# Neurey-lès-la-Demie
Neurey-lès-la-Demie – miejscowość i gmina we Francji, w regionie Burgundia-Franche-Comté, w departamencie Górna Saona.
Według danych na rok 1990 gminę zamieszkiwały 352 osoby, a gęstość zaludnienia wynosiła 36 osób/km² (wśród 1786 gmin Franche-Comté Neurey-lès-la-Demie plasuje się na 413. miejscu pod względem liczby ludności, natomiast pod względem powierzchni na miejscu 448.).